# Ignaz Pawek
Ignaz Pawek, též Paweck nebo Pávek (1814 Lanškroun – 25. října 1884 Vídeň), byl rakouský právník a politik německé národnosti z Čech, během revolučního roku 1848 poslanec Říšského sněmu.

## Biografie
Roku 1849 se uvádí jako Ignaz Paweck, doktor práv ve Vídni. V roce 1855 byl jmenován dvorním a soudním advokátem.
Během revolučního roku 1848 se zapojil do veřejného dění. Ve volbách roku 1848 byl zvolen na ústavodárný Říšský sněm. Zastupoval volební obvod Lanškroun. Tehdy se uváděl coby doktor práv. Řadil se k sněmovní pravici.